# (79360) Sila-Nunam
(79360) Sila-Nunam – podwójna planetoida transneptunowa okrążająca Słońce w ciągu 291 lat i 95 dni w średniej odległości 43,94 au. Została odkryta 3 lutego 1997 roku przez zespół astronomów Jane Luu, Davida Jewitta, Chada Trujillo oraz Jun Chen w obserwatorium na Mauna Kea. Nazwa tych grawitacyjnie powiązanych ze sobą planetoid pochodzi od Sili - boga nieba, pogody oraz siły życiowej oraz Nunam - bogini ziemi oraz żony Sili w mitologii Inuitów.
Przed nadaniem nazwy planetoida nosiła oznaczenie tymczasowe (79360) 1997 CS29.
Składniki planetoidy Sila-Nunam mają średnicę około 243 km (Sila) oraz ok. 230 km (Nunam). Okrążają się wzajemnie z okresem obiegu około 12,51 dni
.